# Марсель Гранольєрс
Марсель Гранольєрс Пужоль (ісп. Marcel Granollers Pujol) — іспанський тенісист, чемпіон Франції у парному розряді. 

## Значні фінали

### Фінали турнірів Великого шолома

#### Пари: 6 (1 титул)
| Результат | Рік      | Турнір               | Поверхня    | Партнер          | Супротивники                      | Рахунок                 |
| --------- | -------- | -------------------- | ----------- | ---------------- | --------------------------------- | ----------------------- |
| Поразка   | 2014     | French Open          | Ґрунт       | Марк Лопес       | Жульєн Беннето Едуар Роже-Васслен | 3–6, 6–7(1–7)           |
| Поразка   | 2014     | US Open              | Хард        | Марк Лопес       | Боб Браян Майк Браян              | 3–6, 4–6                |
| Поразка   | 2019     | US Open              | Хард        | Орасіо Себальйос | Хуан Себастьян Кабаль Роберт Фара | 4-6, 5-7                |
| Поразка   | 2021     | Вімблдонський турнір | Трава       | Орасіо Себальйос | Нікола Мектич Мате Павич          | 4–6, 6–7(5–7), 6–2, 5–7 |
| Поразка   | 2023     | Вімблдонський турнір | Трава       | Орасіо Себальйос | Веслі Колгоф Ніл Скупскі          | 4–6, 4–6                |
| Перемога  | Тра 2025 | French Open          | Ґрунт (red) | Орасіо Себальйос | Джо Солсбері Ніл Скупскі          | 6–0, 6–7(5–7), 7–5      |

### Підсумкові турніри року

#### Пари: 1 титул
| Результат | Рік  | Турнір                        | Поверхня      | Партнер          | Супротивники                | Рахунок          |
| --------- | ---- | ----------------------------- | ------------- | ---------------- | --------------------------- | ---------------- |
| Перемога  | 2012 | ATP World Tour Finals, Лондон | Хард (в залі) | Марк Лопес       | Магеш Бгупаті Роган Бопанна | 7–5, 3–6, [10–3] |
| Поразка   | 2023 | Фінал ATP, Турин              | Тверде (i)    | Орасіо Себальйос | Ражів Рам Джо Солсбері      | 3–6, 4–6         |

### Фінали турнірів серії Masters 1000

#### Пари: 16 (9 титулів)
| Результат | Рік  | Турнір             | Поверхня | Партнер          | Супротивники                 | Рахунок               |
| --------- | ---- | ------------------ | -------- | ---------------- | ---------------------------- | --------------------- |
| Поразка   | 2009 | Paris Masters      | Хард (i) | Томмі Робредо    | Деніел Нестор Ненад Зімоньїч | 3–6, 4–6              |
| Перемога  | 2012 | Italian Open       | Ґрунт    | Марк Лопес       | Лукаш Кубот Янко Типсаревич  | 6–3, 6–2              |
| Поразка   | 2012 | Canadian Open      | Хард     | Марк Лопес       | Боб Браян Майк Браян         | 1–6, 6–4, [10–12]     |
| Поразка   | 2013 | Мастерс Цинциннаті | Хард     | Марк Лопес       | Боб Браян Майк Браян         | 4–6, 6–4, [4–10]      |
| Поразка   | 2015 | Italian Open       | Ґрунт    | Марк Лопс        | Пабло Куевас Давід Марреро   | 4–6, 5–7              |
| Поразка   | 2017 | Italian Open       | Ґрунт    | Іван Додіг       | П'єр-Юг Ербер Ніколя Маю     | 6–4, 4–6, [3–10]      |
| Поразка   | 2017 | Paris Masters      | Хард (i) | Іван Додіг       | Лукаш Кубот Марсело Мело     | 6–7(3–7), 6–3, [6–10] |
| Перемога  | 2018 | Paris Masters      | Хард (i) | Ражів Рам        | Жан-Жульєн Роєр Горія Текеу  | 6–4, 6–4              |
| Перемога  | 2019 | Canadian Open      | Хард     | Орасіо Себальйос | Робін Гасе Веслі Колгоф      | 7–5, 7–5              |
| Перемога  | 2020 | Italian Open (2)   | Ґрунт    | Орасіо Себальйос | Жеремі Шарді Фабріс Мартен   | 6–4, 5–7, [10–8]      |
| Перемога  | 2021 | Мастерс Мадрид     | Ґрунт    | Орасіо Себальйос | Нікола Мектич Мате Павич     | 1–6, 6–3, [10–8]      |
| Перемога  | 2021 | Мастерс Цинциннаті | Тверде   | Орасіо Себальйос | Стів Джонсон Остін Крайчек   | 7–6(7–5), 7–6(7–5)    |
| Перемога  | 2023 | Shanghai Masters   | Тверде   | Орасіо Себальйос | Роган Бопанна Меттью Ебден   | 5–7, 6–2, [10–7]      |
| Поразка   | 2024 | Indian Wells Open  | Тверде   | Орасіо Себальйос | Веслі Колхоф Нікола Мектич   | 6–7(2–7), 6–7(4–7)    |
| Перемога  | 2024 | Italian Open (3)   | Ґрунт    | Орасіо Себальйос | Марсело Аревало Мате Павич   | 6–2, 6–2              |
| Перемога  | 2024 | Canadian Open (2)  | Тверде   | Орасіо Себальйос | Раджив Рем Джо Солсбері      | 6–2, 7–6(7–4)         |

## Фінали турнірів ATP

### Одиночний розряд: 7 (4 титули, 3 поразки)
| Легенда                       |
| ----------------------------- |
| Турніри Великого шолома (0–0) |
| Фінал ATP (0–0)               |
| Тур ATP Мастерс 1000 (0–0)    |
| Тур ATP 500 (1–1)             |
| Тур ATP 250 (3–2)             |

| Фінали за покриттям |
| ------------------- |
| Тверде (1–1)        |
| Ґрунт (3–2)         |
| Трава (0–0)         |

| Фінали за умовами |
| ----------------- |
| Під небом (3–2)   |
| У залі (1–1)      |

| Результат | В-П | Дата     | Турнір                                          | Tier       | Покриття   | Опонент               | Рахунок            |
| --------- | --- | -------- | ----------------------------------------------- | ---------- | ---------- | --------------------- | ------------------ |
| Перемога  | 1–0 | Кві 2008 | U.S. Men's Clay Court Championships, США        | 250 Series | Ґрунт      | Джеймс Блейк          | 6–4, 1–6, 7–5      |
| Поразка   | 1–1 | Лис 2010 | Valencia Open, Іспанія                          | 500 Series | Тверде (i) | Давид Феррер          | 5–7, 3–6           |
| Перемога  | 2–1 | Лип 2011 | Swiss Open Gstaad, Швейцарія                    | 250 Series | Ґрунт      | Фернандо Вердаско     | 6–4, 3–6, 6–3      |
| Перемога  | 3–1 | Лис 2011 | Valencia Open, Іспанія                          | 500 Series | Тверде (i) | Хуан Монако           | 6–2, 4–6, 7–6(7–3) |
| Поразка   | 3–2 | Лип 2012 | Відкритий чемпіонат Хорватії з тенісу, Хорватія | 250 Series | Ґрунт      | Марин Чилич           | 4–6, 2–6           |
| Перемога  | 4–2 | Сер 2013 | Austrian Open Kitzbühel, Австрія                | 250 Series | Ґрунт      | Хуан Монако           | 0–6, 7–6(7–3), 6–4 |
| Поразка   | 4–3 | Кві 2014 | Grand Prix Hassan II, Марокко                   | 250 Series | Ґрунт      | Гільєрмо Гарсія-Лопес | 7–5, 4–6, 3–6      |

### Парний розряд: 59 (30 титулів, 29 поразок)
| Легенда                       |
| ----------------------------- |
| Турніри Великого шолома (1–5) |
| Фінал ATP (1–1)               |
| Тур ATP Мастерс 1000 (10–7)   |
| Тур ATP 500 (6–5)             |
| Тур ATP 250 (12–11)           |

| Фінали за покриттям |
| ------------------- |
| Тверде (13–11)      |
| Ґрунт (15–15)       |
| Трава (2–2)         |

| Фінали за умовами |
| ----------------- |
| Під небом (24–23) |
| У залі (6–5)      |

| Результат | В-П   | Дата     | Турнір                                          | Tier         | Покриття    | Партнер            | Опоненти                                   | Рахунок                  |
| --------- | ----- | -------- | ----------------------------------------------- | ------------ | ----------- | ------------------ | ------------------------------------------ | ------------------------ |
| Поразка   | 0–1   | Кві 2008 | U.S. Men's Clay Court Championships, США        | Intl Series  | Ґрунт       | Пабло Куевас       | Ернестс Гулбіс Райнер Шуттлер              | 5–7, 6–7(3–7)            |
| Перемога  | 1–1   | Лют 2009 | Brasil Open, Бразилія                           | 250 Series   | Ґрунт       | Томмі Робредо      | Лукас Арнольд Кер Хуан Монако              | 6–4, 7–5                 |
| Перемога  | 2–1   | Лют 2009 | Argentina Open, Аргентина                       | 250 Series   | Ґрунт       | Альберто Мартін    | Ніколас Альмагро Сантьяго Вентура Бертомеу | 6–3, 5–7, [10–8]         |
| Перемога  | 3–1   | Жов 2009 | Кубок Кремля, Росія                             | 250 Series   | Тверде (i)  | Пабло Куевас       | Франтішек Чермак Міхал Мертиняк            | 4–6, 7–5, [10–8]         |
| Поразка   | 3–2   | Лис 2009 | Valencia Open, Іспанія                          | 500 Series   | Тверде (i)  | Томмі Робредо      | Франтішек Чермак Міхал Мертиняк            | 4–6, 3–6                 |
| Поразка   | 3–3   | Лис 2009 | Мастерс Париж, Франція                          | Masters 1000 | Тверде (i)  | Томмі Робредо      | Деніел Нестор Ненад Зімоньїч               | 3–6, 4–6                 |
| Перемога  | 4–3   | Січ 2010 | Chennai Open, Індія                             | 250 Series   | Тверде      | Сантьяго Вентура   | Лу Єнь-Сюнь Янко Типсаревич                | 7–5, 6–2                 |
| Перемога  | 5–3   | Лют 2010 | Brasil Open, Бразилія (2)                       | 250 Series   | Ґрунт       | Пабло Куевас       | Лукаш Кубот Олівер Марах                   | 7–5, 6–4                 |
| Поразка   | 5–4   | Тра 2010 | Estoril Open, Португалія                        | 250 Series   | Ґрунт       | Пабло Куевас       | Марк Лопес Таррес Давід Марреро            | 7–6(7–1), 4–6, [4–10]    |
| Поразка   | 5–5   | Вер 2010 | Romanian Open, Румунія                          | 250 Series   | Ґрунт       | Сантьяго Вентура   | Хуан Ігнасіо Чела Лукаш Кубот              | 2–6, 7–5, [11–13]        |
| Перемога  | 6–5   | Січ 2011 | ATP Auckland Open, Нова Зеландія                | 250 Series   | Тверде      | Томмі Робредо      | Юган Брунстрем Стівен Гасс                 | 6–4, 7–6(8–6)            |
| Поразка   | 6–6   | Лют 2011 | Zagreb Indoors, Хорватія                        | 250 Series   | Тверде (i)  | Марк Лопес Таррес  | Дік Норман Горія Текеу                     | 3–6, 4–6                 |
| Поразка   | 6–7   | Лип 2011 | Stuttgart Open, Німеччина                       | 250 Series   | Ґрунт       | Марк Лопес Таррес  | Юрген Мельцер Філіпп Пецшнер               | 3–6, 4–6                 |
| Поразка   | 6–8   | Бер 2012 | Abierto Mexicano TELCEL, Мексика                | 500 Series   | Ґрунт       | Марк Лопес Таррес  | Давід Марреро Фернандо Вердаско            | 3–6, 4–6                 |
| Поразка   | 6–9   | Бер 2012 | Відкритий чемпіонат Барселони з тенісу, Іспанія | 500 Series   | Ґрунт       | Марк Лопес Таррес  | Маріуш Фирстенберг Марцин Матковський      | 6–2, 6–7(7–9), [8–10]    |
| Перемога  | 7–9   | Тра 2012 | Мастерс Рим, Італія                             | Masters 1000 | Ґрунт       | Марк Лопес Таррес  | Лукаш Кубот Янко Типсаревич                | 6–3, 6–2                 |
| Поразка   | 7–10  | Лип 2012 | Відкритий чемпіонат Хорватії з тенісу, Хорватія | 250 Series   | Ґрунт       | Марк Лопес Таррес  | Давід Марреро Фернандо Вердаско            | 3–6, 6–7(4–7)            |
| Перемога  | 8–10  | Лип 2012 | Swiss Open Gstaad, Швейцарія                    | 250 Series   | Ґрунт       | Марк Лопес Таррес  | Роберт Фара Сантьяго Хіральдо              | 6–4, 7–6(11–9)           |
| Поразка   | 8–11  | Сер 2012 | Мастерс Канада, Канада                          | Masters 1000 | Тверде      | Марк Лопес Таррес  | Боб Браян Майк Браян                       | 1–6, 6–4, [10–12]        |
| Перемога  | 9–11  | Лис 2012 | Фінал ATP, Велика Британія                      | Tour Фінали  | Тверде (i)  | Марк Лопес Таррес  | Магеш Бгупаті Роган Бопанна                | 7–5, 3–6, [10–3]         |
| Поразка   | 9–12  | Сер 2013 | Мастерс Цинциннаті, США                         | Masters 1000 | Тверде      | Марк Лопес Таррес  | Боб Браян Майк Браян                       | 4–6, 6–4, [4–10]         |
| Перемога  | 10–12 | Лют 2014 | Buenos Aires Open, Аргентина (2)                | 250 Series   | Ґрунт       | Марк Лопес Таррес  | Пабло Куевас Орасіо Себальйос              | 7–5, 6–4                 |
| Поразка   | 10–13 | Чер 2014 | Відкритий чемпіонат Франції з тенісу, Франція   | Grand Slam   | Ґрунт       | Марк Лопес Таррес  | Жульєн Беннето Едуар Роже-Васслен          | 3–6, 6–7(1–7)            |
| Поразка   | 10–14 | Вер 2014 | Відкритий чемпіонат США з тенісу, США           | Grand Slam   | Тверде      | Марк Лопес Таррес  | Боб Браян Майк Браян                       | 3–6, 4–6                 |
| Поразка   | 10–15 | Тра 2015 | Italian Open, Італія (2)                        | Masters 1000 | Ґрунт       | Марк Лопес Таррес  | Пабло Куевас Давід Марреро                 | 4–6, 5–7                 |
| Поразка   | 10–16 | Кві 2016 | Barcelona Open, Іспанія                         | 500 Series   | Ґрунт       | Пабло Куевас       | Боб Браян Майк Браян                       | 5–7, 5–7                 |
| Перемога  | 11–16 | Лип 2016 | Swedish Open, Швеція                            | 250 Series   | Ґрунт       | Давід Марреро      | Маркус Даніелл Марсело Демолінер           | 6–2, 6–3                 |
| Перемога  | 12–16 | Жов 2016 | Japan Open, Японія                              | 500 Series   | Тверде      | Марцін Матковський | Равен Класен Ражів Рам                     | 6–2, 7–6(7–4)            |
| Перемога  | 13–16 | Жов 2016 | Swiss Indoors, Швейцарія                        | 500 Series   | Тверде (i)  | Джек Сок           | Роберт Ліндстедт Майкл Вінус               | 6–3, 6–4                 |
| Перемога  | 14–16 | Лют 2017 | Rotterdam Open, Нідерланди                      | 500 Series   | Тверде (i)  | Іван Додіг         | Веслі Колгоф Матве Мідделкоп               | 7–6(7–5), 6–3            |
| Поразка   | 14–17 | Кві 2017 | Grand Prix Hassan II, Марокко                   | 250 Series   | Ґрунт       | Марк Лопес Таррес  | Домінік Інглот Мате Павич                  | 4–6, 6–2, [9–11]         |
| Поразка   | 14–18 | Тра 2017 | Italian Open, Італія (3)                        | Masters 1000 | Ґрунт       | Іван Додіг         | П'єр-Юг Ербер Ніколя Маю                   | 6–4, 4–6, [3–10]         |
| Перемога  | 15–18 | Жов 2017 | Swiss Indoors, Швейцарія (2)                    | 500 Series   | Тверде (i)  | Іван Додіг         | Фабріс Мартен Едуар Роже-Васселен          | 7–5, 7–6(8–6)            |
| Поразка   | 15–19 | Лис 2017 | Paris Masters, Франція (2)                      | Masters 1000 | Тверде (i)  | Іван Додіг         | Лукаш Кубот Марсело Мело                   | 6–7(3–7), 6–3, [6–10]    |
| Перемога  | 16–19 | Лис 2018 | Paris Masters, Франція                          | Masters 1000 | Тверде (i)  | Ражів Рам          | Жан-Жульєн Роєр Горія Текеу                | 6–4, 6–4                 |
| Перемога  | 17–19 | Лип 2019 | Hall of Fame Open, США                          | 250 Series   | Трава       | Сергій Стаховський | Марсело Аревало Мігель Ангел Реєс-Варела   | 6–7(10–12), 6–4, [13–11] |
| Перемога  | 18–19 | Сер 2019 | Canadian Open, Канада                           | Masters 1000 | Тверде      | Орасіо Себальйос   | Робін Гаасе Веслі Колхоф                   | 7–5, 7–5                 |
| Поразка   | 18–20 | Вер 2019 | US Open, США                                    | Grand Slam   | Тверде      | Орасіо Себальйос   | Хуан Себастьян Кабаль Robert Farah         | 4–6, 5–7                 |
| Перемога  | 19–20 | Лют 2020 | Argentina Open, Аргентина (3)                   | 250 Series   | Ґрунт       | Орасіо Себальйос   | Гільєрмо Дюран Хуан Ігнасіо Лондеро        | 6–4, 5–7, [18–16]        |
| Перемога  | 20–20 | Лют 2020 | Rio Open, Бразилія                              | 500 Series   | Ґрунт       | Орасіо Себальйос   | Сальваторе Карузо Федеріко Гайо            | 6–4, 5–7, [10–7]         |
| Поразка   | 20–21 | Вер 2020 | Austrian Open Kitzbühel, Австрія                | 250 Series   | Ґрунт       | Орасіо Себальйос   | Остін Крайчек Франко Шкугор                | 6–7(5–7), 5–7            |
| Перемога  | 21–21 | Вер 2020 | Italian Open, Італія (2)                        | Masters 1000 | Ґрунт       | Орасіо Себальйос   | Жеремі Шарді Фабріс Мартен                 | 6–4, 5–7, [10–8]         |
| Поразка   | 21–22 | Бер 2021 | Mexican Open, Мексика                           | 500 Series   | Тверде      | Орасіо Себальйос   | Кен Скупскі Ніл Скупскі                    | 6–7(3–7), 4–6            |
| Перемога  | 22–22 | Тра 2021 | Мастерс Мадрид, Іспанія                         | Masters 1000 | Ґрунт       | Орасіо Себальйос   | Нікола Мектич Мате Павич                   | 1–6, 6–3, [10–8]         |
| Поразка   | 22–23 | Лип 2021 | Вімблдонський турнір, Велика Британія           | Grand Slam   | Трава       | Орасіо Себальйос   | Нікола Мектич Мате Павич                   | 4–6, 6–7(5–7), 6–2, 5–7  |
| Перемога  | 23–23 | Сер 2021 | Cincinnati Masters, США                         | Masters 1000 | Тверде      | Орасіо Себальйос   | Стів Джонсон Аустін Крайчек                | 7–6(7–5), 7–6(7–5)       |
| Перемога  | 24–23 | Чер 2022 | Halle Open, Німеччина                           | 500 Series   | Трава       | Орасіо Себальйос   | Тім Пюц Michael Venus                      | 6–4, 6–7(5–7), [14–12]   |
| Поразка   | 24–24 | Тра 2023 | Geneva Open, Швейцарія                          | 250 Series   | Ґрунт       | Орасіо Себальйос   | Джеймі Маррей Michael Venus                | 6–7(6–8), 6–7 (3–7)      |
| Поразка   | 24–25 | Лип 2023 | Wimbledon Championships, Велика Британія        | Grand Slam   | Трава       | Орасіо Себальйос   | Веслі Колхоф Ніл Скупскі                   | 4–6, 4–6                 |
| Перемога  | 25–25 | Жов 2023 | Мастерс Шанхай, КНР                             | Masters 1000 | Тверде      | Орасіо Себальйос   | Роган Бопанна Меттью Ебден                 | 5–7, 6–2, [10–7]         |
| Поразка   | 25–26 | Лис 2023 | ATP Фінали, Італія                              | Tour Фінали  | Тверде (i)  | Орасіо Себальйос   | Ражів Рам Джо Солсбері                     | 3–6, 4–6                 |
| Поразка   | 25–27 | Січ 2024 | Auckland Open, Нова Зеландія                    | 250 Series   | Тверде      | Орасіо Себальйос   | Веслі Колхоф Нікола Мектич                 | 3–6, 7–6(7–5), [7–10]    |
| Поразка   | 25–28 | Лют 2024 | Аргентина Open, Аргентина                       | 250 Series   | Ґрунт       | Орасіо Себальйос   | Сімоне Болеллі Андреа Вавассорі            | 2–6, 6–7(6–8)            |
| Поразка   | 25–29 | Бер 2024 | Indian Wells Open, США                          | Masters 1000 | Тверде      | Орасіо Себальйос   | Веслі Колхоф Нікола Мектич                 | 6–7(2–7), 6–7(4–7)       |
| Перемога  | 26–29 | Тра 2024 | Italian Open, Італія (3)                        | Masters 1000 | Ґрунт       | Орасіо Себальйос   | Марсело Аревало Мате Павич                 | 6–2, 6–2                 |
| Перемога  | 27–29 | Сер 2024 | Canadian Open, Канада (2)                       | Masters 1000 | Тверде      | Орасіо Себальйос   | Ражів Рам Джо Салісбері                    | 6–2, 7–6(7–4)            |
| Перемога  | 28–29 | Кві 2025 | Romanian Open, Румунія                          | 250 Series   | Ґрунт       | Орасіо Себальйос   | Якоб Шнайттер Марк Вальнер                 | 7–6(7–3), 6–4            |
| Перемога  | 29–29 | Кві 2025 | Mutua Madrid Open                               | ATP 1000     | Ґрунт (red) | Орасіо Себальйос   | Марсело Аревало Мате Павич                 | 6–4, 6–4                 |
| Перемога  | 30–29 | Тра 2025 | Відкритий чемпіонат Франції з тенісу            | Grand Slam   | Ґрунт (red) | Орасіо Себальйос   | Джо Солсбері Ніл Скупскі                   | 6–0, 6–7(5–7), 7–5       |